# Bergungsschiff
Bergungsschiff (auch: Bergeschiff) ist eine zusammenfassende Bezeichnung für Schiffstypen, deren Aufgabe die Bergung von anderen Wasserfahrzeugen, Frachtgut, Besatzung oder anderer Personen ist. Dazu gehören:
- Hebeschiffe zur Hebung gesunkener Schiffswracks und von Material: Ein frühes deutsches Bergungsschiff war das vor dem Ersten Weltkrieg erbaute U-Boot-Hebeschiff Vulkan.
- Bergungsschlepper, die bewegungsunfähige Schiffe abschleppen
- Bergungs-U-Boote:
  - zur Rettung der Besatzungen untergegangener U-Boote (siehe Rettungs-U-Boot)
  - zum Ausschlachten von Schiffswracks
- Schiffe zur Bergung von im Meer gelandeten Rückkehrkapseln von Raumschiffen und deren Besatzung
- Frachtschiffe mit Vorrichtungen, um das Frachtgut gestrandeter Schiffe zu bergen
- in der Unterwasserarchäologie das Schiff, auf dem die geborgenen Funde untergebracht werden (an Bord ist meist ein grundlegendes Konservierungslabor)

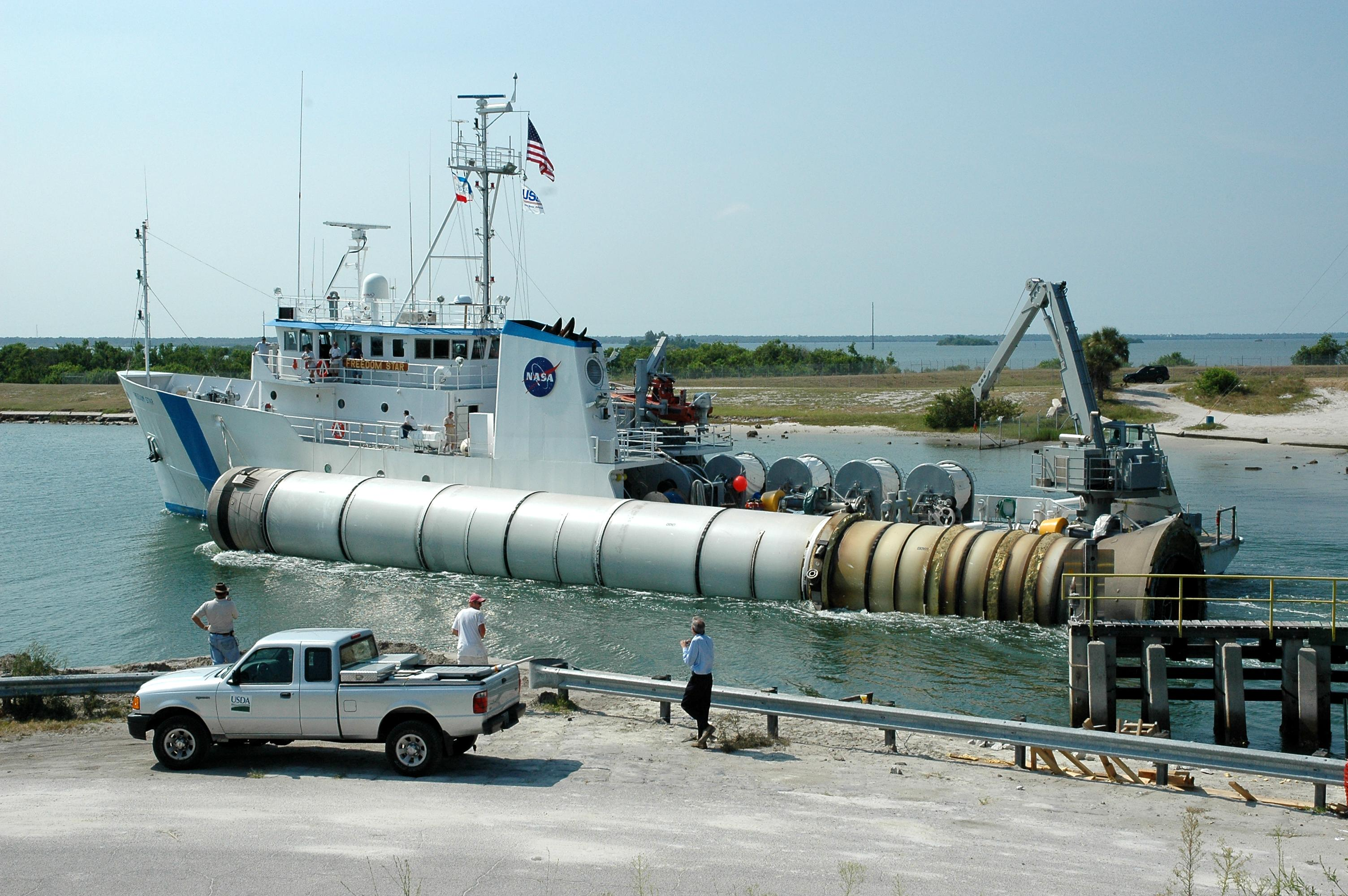
Arbeitsschiff Freedom Star der NASA beim Abtransport eines abgeworfenen Feststoffboosters der Mission STS-114 am Kennedy Space Center 2005
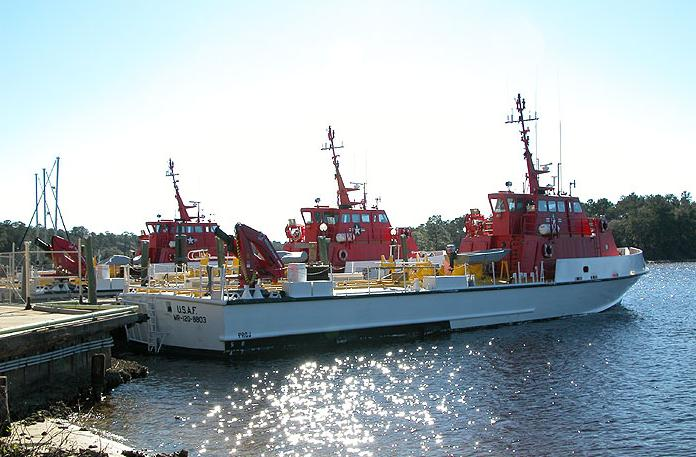
Drohnen-Bergungsschiffe (Drone Recovery Ships der U.S. Air Force (82 ATRS))
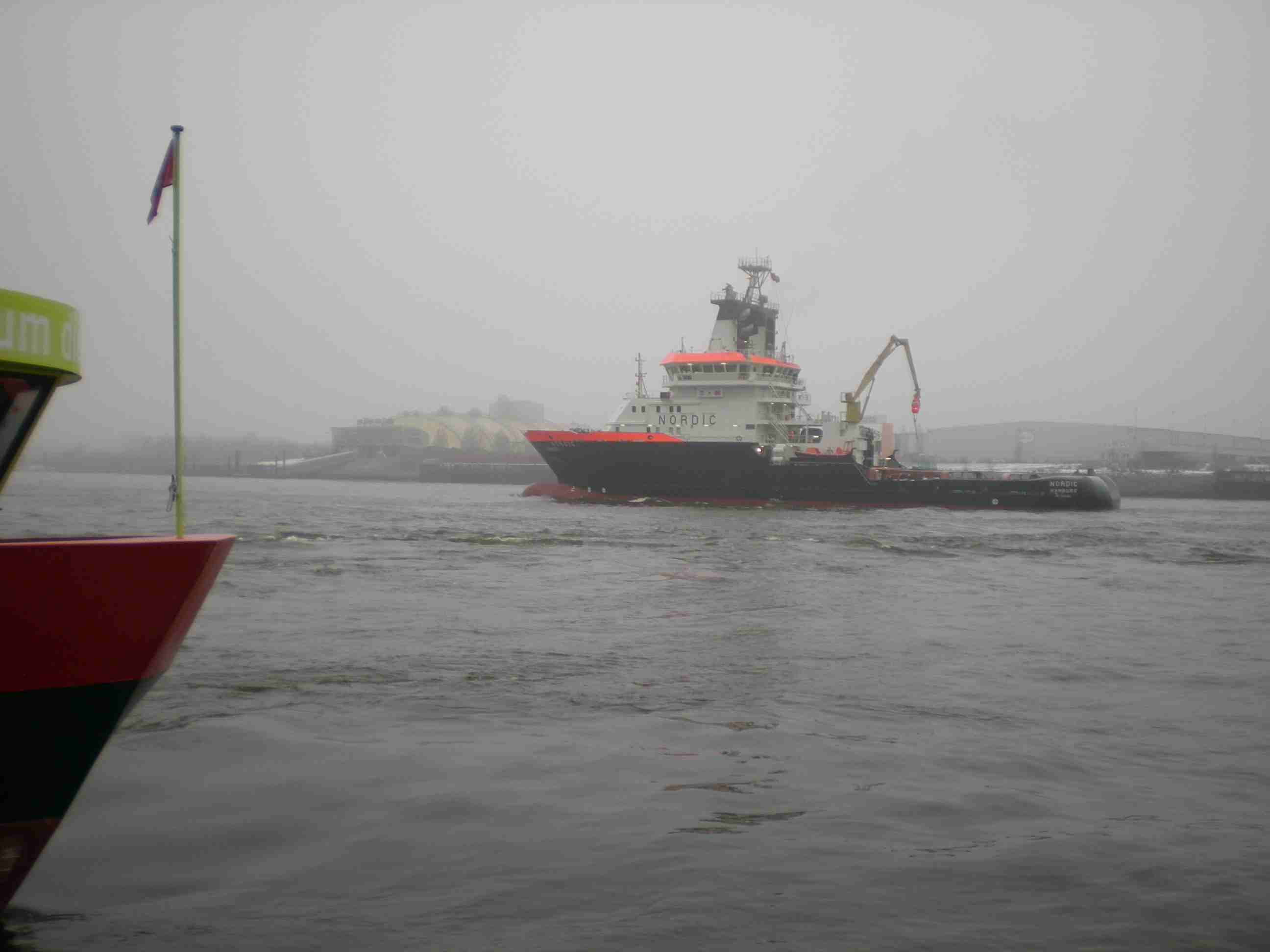
Hochsee-Bergungsschlepper Nordic